# Easton (Connecticut)
Easton és un poble dels Estats Units a l'estat de Connecticut. Segons el cens del 2005 tenia 7.488 habitants.

## Demografia
Segons el cens del 2000, Easton tenia 7.272 habitants, 2.465 habitatges, i 2.077 famílies. La densitat de població era de 102,4 habitants/km².
Dels 2.465 habitatges en un 42,3% hi vivien nens de menys de 18 anys, en un 75,8% hi vivien parelles casades, en un 6,3% dones solteres, i en un 15,7% no eren unitats familiars. En el 12,4% dels habitatges hi vivien persones soles el 6,2% de les quals corresponia a persones de 65 anys o més que vivien soles. El nombre mitjà de persones vivint en cada habitatge era de 2,95 i el nombre mitjà de persones que vivien en cada família era de 3,23.
Per edats la població es repartia de la següent manera: un 28,6% tenia menys de 18 anys, un 3,6% entre 18 i 24, un 27,2% entre 25 i 44, un 27,3% de 45 a 60 i un 13,3% 65 anys o més.
L'edat mediana era de 40 anys. Per cada 100 dones de 18 o més anys hi havia 92 homes.
La renda mediana per habitatge era de 125.557 $ i la renda mediana per família de 135.055 $. Els homes tenien una renda mediana de 85.777 $ mentre que les dones 51.528 $. La renda per capita de la població era de 53.885 $. Aproximadament l'1,9% de les famílies i el 2,4% de la població estaven per davall del llindar de pobresa.